# Gand-Wevelgem 1997
La Gand-Wevelgem 1997, cinquantanovesima edizione della corsa, si svolse il 9 aprile 1997 su un percorso di 208 km. Fu vinta dal francese Philippe Gaumont, al traguardo con il tempo di 4h45'00" alla media di 43,368 km/h.
Partenza con 206 ciclisti, 146 dei quali tagliarono il traguardo.

## Ordine d'arrivo (Top 10)
| Pos. | Corridore           | Squadra  | Tempo    |
| ---- | ------------------- | -------- | -------- |
| 1    | Philippe Gaumont    | Cofidis  | 4h45'00" |
| 2    | Andrei Tchmil       | Lotto    | s.t.     |
| 3    | Johan Capiot        | TVM      | s.t.     |
| 4    | Serhij Ušakov       | Polti    | s.t.     |
| 5    | Andrea Ferrigato    | Roslotto | s.t.     |
| 6    | Henk Vogels         | GAN      | s.t.     |
| 7    | Stuart O'Grady      | GAN      | s.t.     |
| 8    | Fabrizio Guidi      | Scrigno  | s.t.     |
| 9    | Johan Museeuw       | Mapei-GB | s.t.     |
| 10   | Giuseppe Calcaterra | Saeco    | s.t.     |